# Chalcophaps
Chalcophaps és un gènere d'ocells de la família dels colúmbids (Columbidae).

## Taxonomia
Segons la Classificació del Congrés Ornitològic Internacional (versió 14.2, 2024) aquest gènere està format per tres espècies:
- tórtora maragda capgrisa (Chalcophaps indica)[4]
- tórtora maragda capbruna (Chalcophaps longirostris)[5]
- tórtora maragda dorsibruna (Chalcophaps stephani)[6]